# Estación Rincón
Estación Rincón ili kraće Rincón je selo (pueblo) u departmanu Treinta y Tres na krajnjem istoku Urugvaja. Grad je dobio ime zbog svoje željezničke postaja, čija se važnost ogleda u tome da je jedna od rijetkih u ovom dijelu Urugvaja. Osim željezničke postaje, selo ima i odmaralište za vozače traktora, kamiona i osobnih vozila. Selo je poznato i po proizvodnji i uzgoju riže i kukuruza, te je jedno od glavnih područja uzgoja ovih poljoprivrednih kultura u cijelom Urugvaju. Najbliži grad, Vergana, nalazi se 17 kilometara sjeverozapadno od sela.
Estación Rincón je osnovan 9. prosinca 1985. kao selo (pueblo).

## Stanovništvo
Prema popisu stanovnika iz 2011. godine Rincón ima 1.199 stanovnika.
| Godina | Stanovništvo |
| ------ | ------------ |
| 1963.  | 233          |
| 1975.  | 147          |
| 1985.  | 375          |
| 1996.  | 734          |
| 2004.  | 742          |
| 2011.  | 674          |

- Izvor: Državni statistički zavod Urugvaja.[3]

## Vanjske poveznice
- (šp.) Departman Treinta y Tres - službene stranice
- (šp.) Nuestra Terra, Colección Los Departamentos, Vol.4 "Treinta y Tres"  Arhivirana inačica izvorne stranice od 22. ožujka 2016. (Wayback Machine)